# 斯坦尼斯瓦夫·弗鲁布莱夫斯基
斯坦尼斯瓦夫·欧根纽什·弗鲁布莱夫斯基（波蘭語：Stanisław Eugeniusz Wróblewski，1959年9月13日—2019年6月3日），波兰摔跤运动员，曾参加1980年夏季奥运会摔跤比赛。
2019年6月3日，弗鲁布莱夫斯基去世。